# إدفارد هانس هوف
إدفارد هانس هوف هو سياسي نرويجي، ولد في 11 أبريل 1838 في برغن في النرويج، وتوفي بنفس المكان في 7 يونيو 1933. نشط حزبياً في حزب المحافظين. وقد انتخب وزير الدفاع ‏ (13 يوليو 1889 – 6 مارس 1891).